# Roman Rafreider

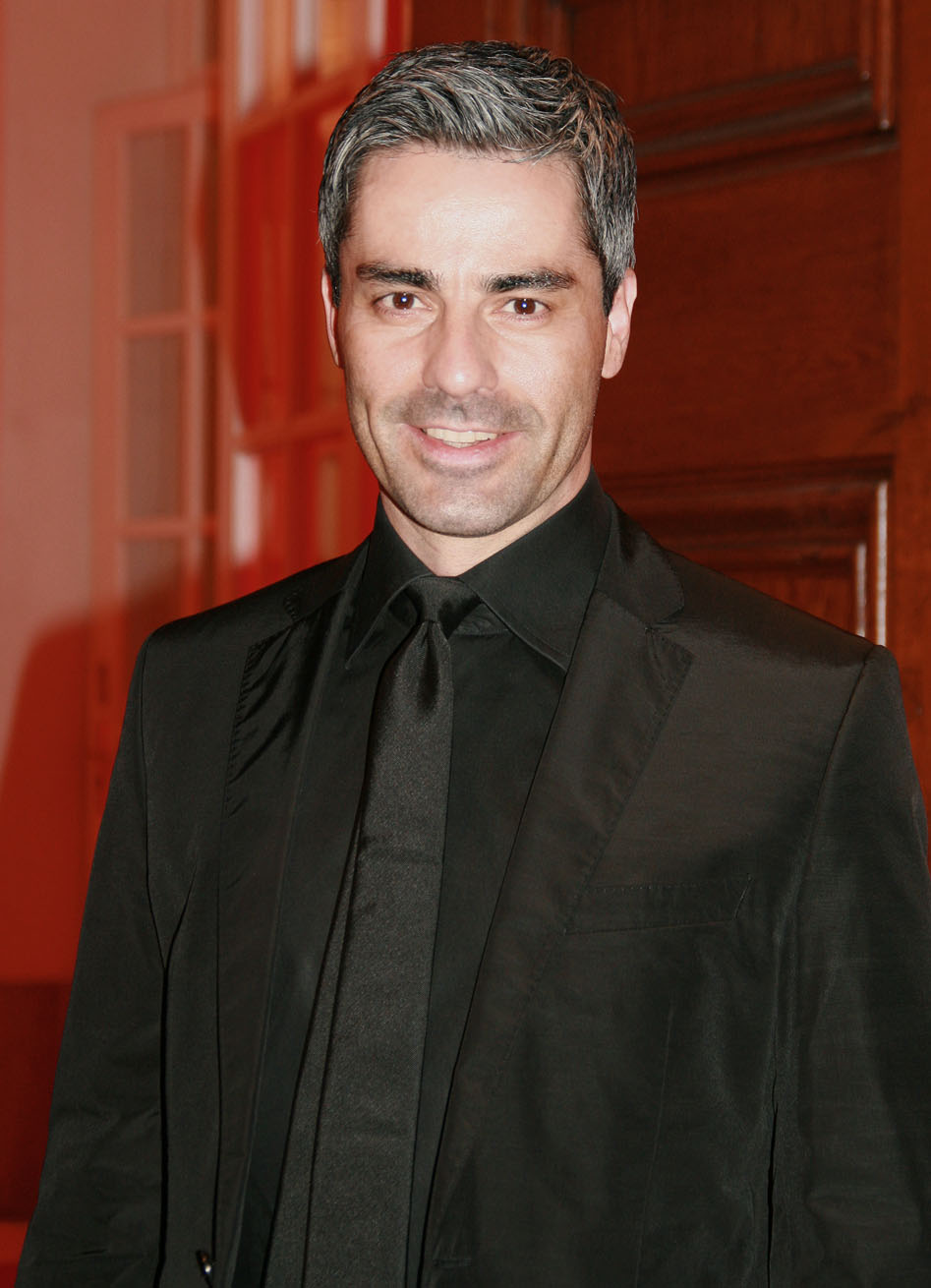
Roman Rafreider (2010)

Roman Rafreider (*  22. November 1969 in Bregenz) ist ein österreichischer Journalist und Fernsehmoderator beim Österreichischen Rundfunk (ORF).

## Leben
Roman Rafreider studierte in Innsbruck, Wien und Paris Politikwissenschaft und Jus. Während des Studiums arbeitete er bei diversen Zeitungen und begann 1995 seine journalistische Laufbahn im ORF-Landesstudio Vorarlberg zunächst als Redakteur (Ressort Politik/EU) und Moderator der Radiojournale, ab 1998 zusätzlich als Fernseh-Moderator der Nachrichtensendung Vorarlberg heute. 1999 stieß er zur Nachrichtenredaktion der Zeit im Bild im Wiener ORF-Zentrum und wurde Moderator und Chef vom Dienst der ZiB 3, der damaligen Mitternachts-Nachrichtensendung des ORF.
2002 wechselte er als Moderator zum Hauptabend-Reportagemagazin Thema und übernahm 2006 zusätzlich die Moderation des ORF-Konsumentenmagazins Gut beraten Österreich.
Mit der Umstrukturierung der Zeit im Bild-Sendungen im April 2007 kehrte Rafreider in die Nachrichtenredaktion zurück und wurde Anchorman der neu auf ORF 1 ausgestrahlten ZIB 20 und Moderator der ZIB 24 um Mitternacht. Daneben moderierte er die Sendungen auf ORF eins zur Nationalratswahl in Österreich 2008 (Wahl08) und, gemeinsam mit ZIB-Komoderatorin Lisa Gadenstätter, zur Bundespräsidentenwahl in Österreich 2010 (Wahl10 – Meine Frage). Bis Anfang Oktober 2018 war er als Moderator der Nachrichtensendungen ZIB 20, ZIB 24 und ZIB flash tätig.
Nach vorübergehendem Sonderurlaub aufgrund eines Konfliktes mit seiner ehemaligen Lebensgefährtin war er ab Februar 2019 für die Entwicklung neuer Informationssendungen auf ORF eins zuständig. Ab 12. März 2020 moderierte er wieder die Nachrichtensendungen ZIB 18, ZIB 20, ZIB Nacht und ZIB Flash und war außerdem Chef vom Dienst bei den ORF-Nachrichtensendungen.
Nachdem er am 14. Dezember 2021 die Nachrichtensendung ZIB Flash mit offensichtlichen Sprechschwierigkeiten moderiert hatte, wurde er bis auf Weiteres von seinen Aufgaben entbunden. ORF und Rafreider einigten sich auf eine sechsmonatige unbezahlte Auszeit. Seit Juni 2022 agiert er als Redakteur und Chef vom Dienst der Sendungen Aktuell nach eins und Aktuell nach fünf,
welche er seit Juli 2024 auch vertretungsweise moderiert. Da die Kronen Zeitung die beeinträchtigte Moderation fälschlicherweise mit dem angeblichen Tod seines Vaters assoziierte, musste diese Rafreider und seinen noch lebenden Vater entschädigen. Das Urteil ist noch nicht rechtskräftig.
Roman Rafreider ist unverheiratet und Vater eines Sohnes. Der Fußball-Nationalspieler Fritz Rafreider war sein Onkel.